# キニザリン
キニザリン（quinizarin）はアントラキノン誘導体の一つ。別名、1,4-ジヒドロキシアントラキノン（1,4-dihydroxyanthraquinone）、C.I.ソルベントオレンジ86（C.I.Solvent Orange 86）。常温状圧では橙色または赤褐色の結晶粉末である。アントラキノンの1,4位にそれぞれヒドロキシル基が置換した誘導体である。全部で10種あるジヒドロキシアントラキノン異性体の一つであり、グリコシドとして少量のみセイヨウアカネ（Rubia tinctorum）の根で合成される。

## 合成法
無水フタル酸と4-クロロフェノールを反応させ、続けて塩素を加水分解して合成する。
C6H4(CO)2O  +  ClC6H4OH   →   C6H4(CO)2C6H2(OH)Cl  +  H2O
C6H4(CO)2C6H2(OH)Cl  +  H2O   →   C6H4(CO)2C6H2(OH)2  +  HCl
または、非効率ながら無水フタル酸とヒドロキノンからも合成できる。

## 用途
安価な染料であり、ガソリンや灯油の着色に使用される。インダンスレンやアリザリン誘導体の合成中間体でもある。ヒドロキシル基部分を塩素化、臭素化し他の染料も合成する。スルホン化させたアニリン誘導体でアミノ化するとアシッドバイオレット43ができる。また、カルシウム、バリウム、鉛とレーキ顔料を作る。